# 朝日村 (佐賀県)
朝日村（あさひむら）は、佐賀県杵島郡にあった村。

## 歴史
- 1889年（明治22年）4月1日 - 町村制の施行により、杵島郡甘久村、中野村、芦原村［元射場］、片白村［二俣］が合併して村制施行し、朝日村が発足。
- 1954年（昭和29年）4月1日 - 杵島郡武雄町、武内村、橘村、東川登村、西川登村、若木村と合併して武雄市を新設して消滅。